# Veillonella ratti
Veillonella ratti è una specie di batterio appartenente alla famiglia delle Acidaminococcaceae.